# 杜鵑桑寄生
杜鵑桑寄生（學名：Taxillus rhododendricolius）为桑寄生科鈍果桑寄生屬下的一个种。

## 扩展阅读
- 維基物種上的相關：杜鵑桑寄生